# Koelga
La koelga (gen. Koelga) è un crostaceo estinto, appartenente ai decapodi. Visse nel Giurassico superiore (Kimmeridgiano - Titoniano, circa 152 - 148 milioni di anni fa) e i suoi resti fossili sono stati ritrovati in Germania. 

## Descrizione
Questo animale, simile a un gamberetto, era di dimensioni medio-piccole e raramente raggiungeva i 10 centimetri di lunghezza. Il carapace era dotato di un rostro dentellato leggermente ricurvo, con una punta diretta verso l'alto e un dente ventrale. Le antenne erano molto lunghe e solitamente superavano di poco la lunghezza del corpo. La superficie del carapace e dell'addome era punteggiata. Vi erano tre paia di appendici toraciche anteriori (pereiopodi) dotate di chele, mentre le altre ne erano sprovviste. Il terzo pereiopodo era il più robusto. Il terzo segmento dell'addome era leggermente più lungo dei precedenti, mentre l'uropodio era snello ed era presente una dieresi. 

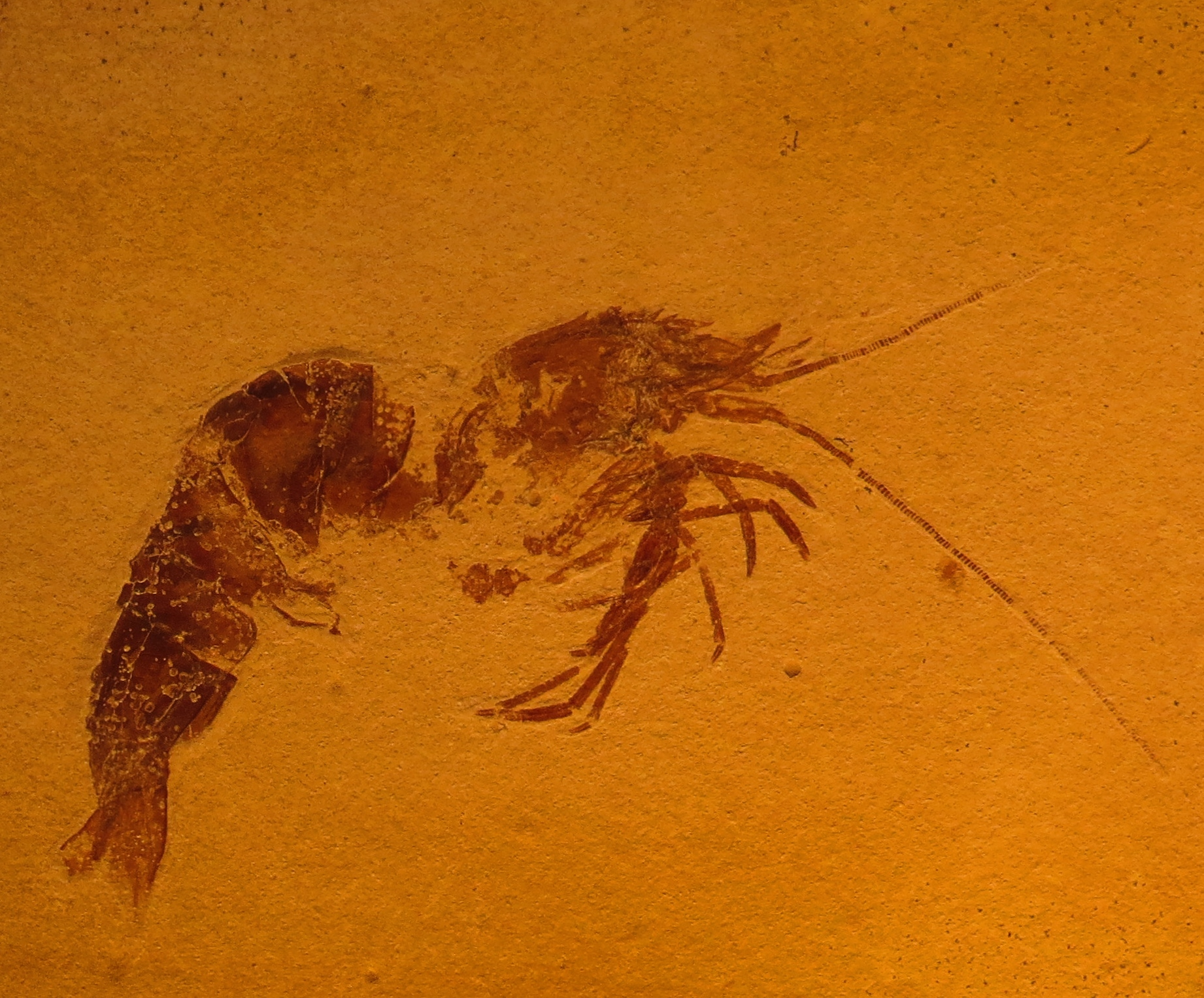
Fossile di Koelga curvirostris

## Classificazione
Il genere Koelga venne descritto per la prima volta da Muenster nel 1839, sulla base di fossili ritrovati nella zona di Solnhofen (Baviera); la specie tipo è Koelga curvirostris. A questo genere sono state in seguito attribuite altre specie, ma attualmente la sola considerata valida oltre alla specie tipo è K. muensteri, descritta nel 2004 da Schweigert e Garassino. Le due specie differiscono in alcuni dettagli anatomici (K. muensteri possiede un rostro molto più alto e generalmente è di maggiori dimensioni). Koelga è attribuibile ai peneidi, un gruppo di crostacei decapodi attualmente rappresentati da numerose forme che vivono nei mari caldi e tropicali. Tra i generi estinti, sembra che Koelga sia particolarmente affine a Drobna, anch'esso del Giurassico tedesco e con il quale è stato a volte confuso (Oppel, 1862).